# 스테파니 마요르
산드라 스테파니 "파니" 마요르 구티에레스(스페인어: Sandra Stephany "Fany" Mayor Gutiérrez, 1991년 9월 23일 ~ )는 멕시코의 여자 축구 선수이다. 포지션은 공격수이며, 현재 리가 MX 페메닐의 티그레스 UNAL 페메닐에서 활동하고 있다.

## 클럽 경력
대학생 시절에는 멕시코 푸에블라 아메리카 대학교 산하 여자 축구단에서 활약했다. 2016년 2월에 아이슬란드 우르발스데일드 소속 여자 축구 클럽인 토르/KA에 입단하면서 프로 선수로 데뷔했다.

## 국가대표 경력
2008년부터 2010년까지 멕시코 여자 U-20 축구 국가대표팀 선수로 활약했으며 칠레에서 개최된 2008년 FIFA U-20 여자 월드컵, 독일에서 개최된 2010년 FIFA U-20 여자 월드컵에 참가했다. 2010년 10월 29일에 멕시코 여자 축구 국가대표팀 선수로 데뷔했고 독일에서 개최된 2011년 FIFA 여자 월드컵, 캐나다에서 개최된 2015년 FIFA 여자 월드컵에 참가했다.